# Ściborzyce Wielkie
Ściborzyce Wielkie (cz. Štibořice, niem. Steuberwitz) – wieś w Polsce położona w województwie opolskim, w powiecie głubczyckim, w gminie Kietrz, z trzech stron granicząca z Czechami.
Częścią wsi jest przysiółek Przysieczna.

## Nazwa
Nazwa Ściborzyc pochodzi od staropolskiej jak również staroczeskiej nazwy iglastego lasu – boru. Heinrich Adamy swoim dziele o nazwach miejscowości na Śląsku wydanym w 1888 roku we Wrocławiu jako najstarszą zanotowaną nazwę wsi podaje Stiborzyce dodając w nawiasie po polsku (stary bor) i tłumaczy po niemiecku jej znaczenie "Alter Wald" czyli "Stary Las". Pierwotna polska nazwa Ściborzyce i czeska Štibořice została później przez Niemców zgermanizowana na Steuberwitz i utraciła pierwotne znaczenie.
Miejscowość została zanotowana w roku 1220 w zlatynizowanej staroczeskiej wersji jako Styboricz, 1250 Stiboric, 1265-1270 Styboriz, 1377 Stiblerndorf oraz Stilorndorf.

## Historia
Historycznie miejscowość leży na tzw. polskich Morawach, czyli na obszarze dawnej diecezji ołomunieckiej. Ściborzyce Wielkie są starsze od wzmiankowanej w 1335 sąsiedniej wsi Rozumice i zostały wzmiankowane już w 1220 i znajdowały się w granicach czeskich Moraw. Później znalazły się w wydzielonym z nich księstwie opawskim, uznawanym za część Górnego Śląska co najmniej od końca XV wieku. W 1523 księstwo karniowskie zostało zakupione przez Jerzego Hohenzolerna, który wprowadził wyznanie luterańskie. Ściborzyce Wielkie z sąsiednimi Rozumicami jako jedne z nielicznych w okolicy zachowały charakter ewangelicki po okresie kontrreformacji.
Po wojnach śląskich znalazła się w granicach Prus i powiatu głubczyckiego. W XVIII stuleciu było tu (podobnie jak w Rozumicach i innych sąsiednich miejscowościach) wielu zwolenników braci morawskich, tzw. herrnhutów (poprawnie herrnhuterzy), z których część wyemigrowała do miejscowości: Herrnhut i Pawłowiczki. W tych ostatnich herrnhuterzy założyli osadę Gnadenfeld.
Szkoła ewangelicka istniała tu od 1765, a kościół ewangelicki poświęcono w 1873, choć administracyjnie miejscowi luteranie nadal należeli do ewangelickiej parafii Rozumice. U schyłku XIX stulecia na 1077 mieszkańców Ściborzyc Wielkich było 1047 ewangelików. W 1910 91% posługiwało się gwarami laskimi. Po I wojnie światowej została niemiecką miejscowością graniczną po tym, jak otacząjący ją z trzech stron tzw. kraik hulczyński tak samo zamieszkały przez Morawców, jednak położony w całości w powiecie raciborskim, przyłączono do Czechosłowacji. W granicach Polski od końca II wojny światowej. Po drugiej wojnie światowej Morawców uznano za ludność polską i pozwolono im pozostać. Po 1956 nastąpiła fala emigracji do Niemiec. Obecnie zbór ewangelicki w Ściborzycach liczy już tylko około 15 osób, nad którymi opiekę duszpasterską sprawuje pastor z Rybnika.
W latach 1945–1986 stacjonowała tu strażnica Wojsk Ochrony Pogranicza. W latach 1986–1990 była strażnicą szkolną, kiedy to została rozformowana.
W latach 1975–1998 miejscowość administracyjnie należała do ówczesnego województwa opolskiego.

## Religia
Na terenie wsi działalność duszpasterską prowadzi Kościół Ewangelicko-Augsburski (samodzielna parafia) oraz Kościół Rzymskokatolicki.

## Transport
Do 21 grudnia 2007 roku w miejscowości funkcjonowały przejścia graniczne: